# スペースX Crew-6
スペースX Crew-6はクルードラゴン宇宙船による、NASA商業乗員飛行としては6回目、有人軌道飛行としては9回目の飛行である。このミッションは2023年3月2日の05:34:14 UTCに打ち上げられ、2023年3月3日 06:40 UTCに国際宇宙ステーション（ISS）へのドッキングに成功したCrew-6ミッションでは国際宇宙ステーション（ISS）へ4名の乗員を輸送した。このミッションには2名のNASAの飛行士、1名のアラブ首長国連邦の飛行士および1名のロシア人飛行士が割り当てられた。2名のNASAの飛行士はスティーブ・ボーエンとウォーレン・ホバーグが割り当てられている。ロシアのアンドレイ・フェジャーエフ飛行士はソユーズMS-23から割り当て変更された。スルタン・アル・ネヤディがこの飛行での首長国連邦の任務を指揮した。

## クルー
2022年3月24日に欧州宇宙機関はデンマーク人飛行士アンドレアス・モーゲンセンが予備クルーをつとめると発表した。2022年4月29日、MBRSCおよびアクシオム・スペースはCrew-6には1名のアラブ首長国連邦の飛行士が搭乗すると発表した。
このミッションへのMBRSCの参加は、NASAの宇宙飛行士マーク・T・ヴァンデハイがソユーズMS-18（打ち上げ）およびソユーズMS-19（帰還）に搭乗し、ISSにアメリカ人飛行士が継続して搭乗させるという2021年のNASAとアクシオムとの合意の副産物である。その見返りとして、アクシオムはNASAが所有するスペースX Crew-6の座席の権利を取得した。アクシオムはアラブ首長国連邦との合意に基づき、MBRSCの職業宇宙飛行士に飛行の機会を与えることになった。その後、この飛行士がスルタン・アル・ネヤディであることが確認された。
アンドレイ・フェジャーエフは2022年7月に、ISSに少なくとも1名のNASAの飛行士と、1名のロスコスモスの飛行士を搭乗させるためのソユーズ・ドラゴン乗員交代システムの一部としてこのこのミッションに選別された。これによって両国はステーションでの存在感を確保し、ソユーズないし商業乗員輸送機のどちらかが長期間飛行停止となった場合にもそれぞれのシステムを維持することが可能となる。
| 地位                        | 宇宙飛行士                                                                   | 宇宙飛行士                                                                   |
| --------------------------- | ---------------------------------------------------------------------------- | ---------------------------------------------------------------------------- |
| 船長                        | スティーブ・ボーエン, NASA 第68 / 69次長期滞在 4回目の宇宙飛行               | スティーブ・ボーエン, NASA 第68 / 69次長期滞在 4回目の宇宙飛行               |
| 操縦士                      | ウォーレン・ホバーグ, NASA 第68 / 69次長期滞在 1回目の宇宙飛行               | ウォーレン・ホバーグ, NASA 第68 / 69次長期滞在 1回目の宇宙飛行               |
| 第1ミッションスペシャリスト | スルタン・アル・ネヤディ, MBRSC 第68 / 69次長期滞在 1回目の宇宙飛行          | スルタン・アル・ネヤディ, MBRSC 第68 / 69次長期滞在 1回目の宇宙飛行          |
| 第2ミッションスペシャリスト | アンドレイ・フェジャーエフ, ロスコスモス 第68 / 69次長期滞在 1回目の宇宙飛行 | アンドレイ・フェジャーエフ, ロスコスモス 第68 / 69次長期滞在 1回目の宇宙飛行 |

| 地位                        | 宇宙飛行士                             | 宇宙飛行士                             |
| --------------------------- | -------------------------------------- | -------------------------------------- |
| 船長                        | ジャスミン・モグベリ, NASA             | ジャスミン・モグベリ, NASA             |
| 操縦士                      | アンドレアス・モーゲンセン, ESA        | アンドレアス・モーゲンセン, ESA        |
| 第1ミッションスペシャリスト | ハザ・アル・マンスーリ, MBRSC          | ハザ・アル・マンスーリ, MBRSC          |
| 第2ミッションスペシャリスト | コンスタンチン・ボリソフ, ロスコスモス | コンスタンチン・ボリソフ, ロスコスモス |

## ミッション
6回目のスペースXが運用する商業乗員輸送計画のミッションは2023年3月2日に打ち上げられ、約6ヶ月間続いた。このミッションは2023年2月27日早朝の打ち上げが計画されていた。しかしながら、1度目の打ち上げの試みは中止され、2023年3月2日 05:34 UTCに再スケジュールされた。2回目の打ち上げの試みは成功した。
Crew-6のドラゴンカプセルは、Crew-5同様にソユーズMS-23とともに緊急避難的にソユーズMS-22の乗組員を帰還させるための宇宙カプセルとしても設計されている。ロスコスモスはこの能力を使う代わりに、MS-22のクルーを帰還させるためにクルーなしでソユーズMS-23を打ち上げることを選択した。

### 打ち上げの試み
最初の打ち上げの試みは、TEA-TEB自然発火液の問題で、打ち上げ2時間12分前（T-02:12）に延期された
。（時刻はUTC）
| 回目 | 時刻                    | 結果 | 再準備期間    | 理由               | 決定時間                             | 好天確率 (%) | 補足                                                         |
| ---- | ----------------------- | ---- | ------------- | ------------------ | ------------------------------------ | ------------ | ------------------------------------------------------------ |
| 1    | 2023年2月27日6:45:03 am | 延期 | ---           | TEA-TEB 点火剤問題 | 2023年2月27日6:43:00 am(-00:02:12前) | 95           | ロケットの打ち上げ失敗リスク（点火ミスや早期エンジンカット） |
| 2    | 2023年3月2日5:34:14 am  | 成功 | 2日22時間49分 |                    |                                      | 95           |                                                              |

## ギャラリー
スペースX Crew-6
- 打ち上げ前のCrew-6の宇宙飛行士
- Crew-6の打ち上げ
- ISSに接近するCrew-6